# Skarb Atanaryka
Skarb Atanaryka (w późniejszych wydaniach Pan Samochodzik i skarb Atanaryka) – polska powieść dla młodzieży autorstwa Zbigniewa Nienackiego, wydana po raz pierwszy w 1960 roku. Wraz z powieściami Uroczysko (1957) i Pozwolenie na przywóz lwa (1961) została przez autora zaliczona jako prequel do cyklu Pan Samochodzik, opisującego przygody Tomasza, detektywa amatora noszącego to przezwisko.

## O książce
Wydarzenia opisane w książce mają miejsce tuż po zakończeniu przez bohatera studiów na kierunku historia sztuki, to jest na przełomie czerwca i lipca 1958 roku. 
Akcja książki ma miejsce w trakcie badań archeologicznych cmentarzyska Gotów. Pokazuje dzień codzienny pracy archeologa oraz perypetie bohatera związane ze sprawami męsko-damskimi. Merytorycznie treść powieści nawiązuje do Uroczyska.
Powieść powstała na kanwie reportażu z wykopalisk archeologicznych prowadzonych w Węsiorach, który Nienacki opublikował w łódzkim tygodniku Odgłosy w 1958 roku. Większość informacji zawartych w reportażu została włączona do książki.
Książka zawiera dedykację: „Mgr. Jerzemu Kmiecińskiemu, kierownikowi ekspedycji archeologicznej w Węsiorach”. Powstała ona w 1960 roku i odnosi się ona do Jerzego Stanisława Kmiecińskiego (ur. 1927), który po wydaniu tej książki Zbigniewa Nienackiego został wybitnym polskim archeologiem.

## Wydania
- I - Nasza Księgarnia, Warszawa 1960, ss. 232
- II - Krajowa Agencja Wydawnicza, Lublin 1989, ss. 208
- jako Pan Samochodzik i ... Skarb Atanaryka, Oficyna Wydawnicza „Warmia”, Olsztyn b.d.w. (przed kwietniem 1993, zob. s. 2) ISBN 83-85875-00-X
- jako Pan Samochodzik i skarb Atanaryka, Świat Książki, Warszawa 1997
- jako Pan Samochodzik i skarb Atanaryka, Wydawnictwo Edipresse-Kolekcje, Warszawa 2016 ss. 265 ISBN 83-7989-760-5